# Juegos prohibidos
Juegos prohibidos es una telenovela colombiana escrita por Ana Londoño y Andrés Salgado, producida por Teleset y TeleColombia para RCN Television. Esta protagonizada por Kathy Sáenz y Sebastián Martínez, con las participaciones antagónicas de Marcelo Dos Santos, Adriana Ricardo, Elkin Díaz y Natalia Jerez en su debut en telenovelas. Es una historia innovadora que mezcla el amor y la tecnología Su audiencia promedio fue de 11,9 de rating y 44,8 de share
Esta es la primera novela de RCN en ser la más vendida en algunos países del mundo.

## Sinopsis
Nacho es un joven aficionado a los juegos de computador y a la internet. Al perder la oportunidad de estudiar y convertirse en un diseñador de videojuegos, decide formar parte de una apuesta con su "amiga", Luisa, quien le impone sus condiciones. El objetivo es seducir y conquistar a una mujer diez años mayor que el, a través de un chat, probándole a su "amiga" que será capaz de llevarla a la cama en pocos días. La víctima de este juego es Jimena Guerrero, una mujer maltratada psicológicamente por su marido, quien le ha hecho la vida imposible debido a que no ha podido concebir un hijo con ella.
Al principio, el contacto entre los dos, Nacho y Jimena, es esporádico, pero poco a poco se va haciendo más cercano, frecuente y candente. Un día Jimena decide conocerlo personalmente y viaja a Cartagena, donde vive Nacho, para vivir en la realidad lo que a través del chat han vivido.
Sin poderlo evitar, los dos viven los días más apasionados de su vida, a tal punto que el amor termina atrapándolos. Sin embargo, los celos de Luisa empiezan a despertar y un engaño termina por separarlos, sin saber Nacho que aquella mujer quedó embarazada de él. Jimena al sentir que Nacho la traicionó, le oculta a Gustavo, su marido, la verdadera paternidad de su hijo. Pero como en el destino no hay nada escrito, Nacho y Jimena vuelven a encontrarse después de un año y medio. Juntos desembocarán en la infidelidad más apasionada y en el amor más puro, sin darse cuenta de que sus actos los conducirán al borde del peligro.

## Elenco
- Kathy Sáenz .... Jimena Guerrero de Andrade
- Sebastián Martínez .... Ignacio ‘Nacho' Bueno
- Marcelo Dos Santos .... Gustavo Andrade alias 'Dominó'  (Villano Principal)
- Natalia Jerez .... Luisa Mattos (Villana Principal)
- Patrick Delmas .... César Patiño
- Estefanía Godoy .... Angie
- Adriana Ricardo .... Bibiana Solano (Villana)
- Patricia Tamayo .... Alicia Márquez
- Elkin Díaz .... Giancarlo Calderón (Villano)
- Juan Manuel Lenis .... Miguel ‘Migue' Albarracín
- Fernando Arévalo .... Don Arcesio Márquez
- Pedro Palacio .... Carlos Francisco ‘El pechi' Morón
- Alejandra Sandoval .... Sandra Cubides
- Adriana Franco .... Gloria de Albarracín
- Franky Linero .... Farouk ‘El turco' Zableh
- Jennifer Steffens .... Soledad Bueno
- Juan Carlos Campuzano M   ... Abogoado Jimena
- Carlos Benjumea .... Balboa
- Consuelo Luzardo .... Victoria Holguín
- César Mora.... Don Poncio
- Ana Soler
- Laura Perico
- Mauricio Mejía .... Walter
- Rodolfo Silva .... fiscal
- Diego Vazquez .... Capitán de la policía de cartagena Fabio Martínez
- Gustavo Vazquez .... jefe de la policía judicial de cartagena Sargento Gil
- Alejandro Tamayo .... mayor acosta (policía)
- Mauricio Guerrero - oscar guerrero holguin (hermano de ximena y hijo de victoria)

## Premios

### Premios TVyNovelas
- ACTRIZ PROTAGÓNICA
- MEJOR ACTOR ANTAGÓNICO
- MEJOR DIRECTOR
- MEJOR LIBRETISTA

### Premios India Catalina 2006
- MEJOR ACTRIZ
- MEJOR DIRECTOR
- MEJOR LIBRETO ORIGINAL